# Apopa
Apopa é uma cidade e municipio de El Salvador localizado no departamento de San Salvador.